# Gnomidolon gemuseusi
Gnomidolon gemuseusi är en skalbaggsart som beskrevs av Clarke 2007. Gnomidolon gemuseusi ingår i släktet Gnomidolon och familjen långhorningar. Inga underarter finns listade i Catalogue of Life.